# Silvano Filippelli
Silvano Filippelli (Livorno, 4 febbraio 1919 – Livorno, 13 dicembre 1977) è stato un politico e pubblicista italiano.

## Biografia
Nato il 4 febbraio 1919, era figlio  di Ottorina Annarella e del pittore Cafiero Filippelli. A poco più di vent'anni aderì all'antifascismo e mantenne stretti contatti con gli intellettuali livornesi, svolgendo un'intensa attività politica. Conseguita la maturità artistica, frequentò la scuola di nudo dell'Accademia di belle arti di Firenze e seguì le lezioni presso la facoltà di architettura.
Dopo il crollo del fascismo, Filippelli s'iscrisse al Partito Comunista Italiano e iniziò a svolgere l'attività di insegnante di disegno e storia dell'arte, prima a Piombino e poi a Livorno. Fu anche animatore di un'intensa attività culturale, fondando con Guglielmo Agretti e Alberto Graziani il Circolo del Cinema di Livorno e dando vita, nei locali della Casa della cultura, a conferenze e dibattiti. Regista teatrale e scenografo, Filippelli diresse la Piccola compagnia sperimentale presso il teatro Stanic e, in un secondo tempo, si dedicò all'attività di documentarista, girando cortometraggi su Livorno.
Nel 1956 Filippelli venne eletto consigliere comunale della città di Livorno, ricoprendo per tutto il mandato l'incarico di assessore ai lavori pubblici e all'urbanistica. Membro del direttivo nazionale dell'Istituto nazionale di urbanistica (INU), nel 1964 fu eletto presidente della Provincia di Livorno, e dal gennaio 1965 assunse la direzione della rivista La Provincia di Livorno. Durante il suo mandato presso l'amministrazione provinciale, Filippelli si dedicò all'elaborazione di cinque piani regolatori coordinati della zona di Castagneto Carducci. Dal 1970 al 1975 fu assessore alla pubblica istruzione e cultura della Regione Toscana, e promosse in tale veste una politica nuova per l'impostazione del Ministero dei beni culturali.
La morte, causata da un aneurisma, lo colse il 13 dicembre 1977 a cinquantotto anni, mentre ricopriva l'incarico di presidente del Comitato regionale per il decentramento Rai TV.

## Pubblicazioni
- Vita artistica a Livorno (in "Graal, rivista d'arte e pensiero", 1946, pp. 49-51)
- Vecchio cinema a Livorno (in "Rivista di Livorno", 1952)
- Giovani artisti alla Casa della Cultura (in "Rivista di Livorno", 1953, n. 1)
- Testimonianze livornesi per Modì (in "Rivista di Livorno", 1954)
- Presentazione di disegni di Amedeo Modigliani; Onoranze ad Amedeo Modigliani (in "Rivista di Livorno", 1955)
- Il piano regolatore generale del Comune (in "Rivista di Livorno", 1957, n. 3)
- Livorno nei suoi rapporti col cinema (in "Rivista di Livorno", 1958, pp. 24-26)
- Le realizzazioni del Comune nel settore dei lavori pubblici (in "Rivista di Livorno", 1959)
- La provincia di Livorno alla XX conferenza del traffico e della circolazione a Stresa (in "La provincia di Livorno", luglio-agosto 1962, pp. 173-177)
- Aspetti delle arti figurative nella Maremma settentrionale (in "La Provincia di Livorno", novembre-dicembre 1962, pp. 255-265)
- Presente e futuro del sistema viario toscano (in "La Regione", marzo-aprile 1963, pp. 60-68)
- Orientamenti per una valorizzazione turistica del litorale del Tirreno (in "La Provincia di Livorno", 1963)
- Politica di piano e azione permanente della Provincia (in "La Provincia di Livorno", luglio-agosto 1963, pp. 9-11)
- Prospettive per l'istituzione di una zona industriale-portuale Livorno-Pisa (in "La Provincia di Livorno", maggio-giugno 1964)
- Questioni relative alla zona industriale-portuale Livorno-Pisa (in "La Provincia di Livorno", luglio-agosto 1965, pp. 131-142)

## Archivio
Il fondo Silvano Filippelli è conservato presso gli eredi e copre un periodo che va dal 1935 al 1977. Riordinato nel 1999 da Rita Lo Presti, il fondo è dotato di inventario analitico ed è suddiviso in diciotto buste comprendenti: documenti riguardanti la vita privata di Filippelli; corrispondenza; manoscritti e pubblicazioni a stampa di Filippelli; documenti riguardanti l'attività di Filippelli in seno al PCI, alla Regione e per la RAI TV; atti inerenti all'attività quale assessore alla pubblica istruzione e cultura della Regione Toscana; documentazione inerente alla nascita del Ministero dei beni culturali di cui Filippelli fu membro attivo; documentazione riguardante l'incarico svolto quale assessore ai Lavori pubblici e all'urbanistica del comune di Livorno; raccolte degli atti di alcuni convegni nei quali Filippelli fu relatore; documentazione circa il gemellaggio della città di Livorno con la città di Rostock e l'incontro a Dresda per il riconoscimento della Germania dell'Est; resoconti dei viaggi compiuti da Filippelli; una raccolta di dépliant di mostre di vari pittori; copioni, locandine, biglietti e recensioni di spettacoli teatrali realizzati con la regia e la scenografia di Filippelli; una raccolta di copioni di spettacoli teatrali messi in scena da Filippelli; sceneggiature dei numerosi documentari realizzati da Filippelli; fascicoli di miscellanea. A questi si aggiungono una cospicua raccolta di schizzi e disegni del pittore Cafiero Filippelli e una biblioteca di circa 2 500 volumi.